# Astacus astacus
Il gambero di fiume (Astacus astacus Linnaeus, 1758), noto anche come gambero d'acqua dolce, è una specie un tempo diffusa in quasi tutt'Italia fino all'epidemia che nel 1880 ne fece strage in buona parte dell'Europa. Era un animale molto diffuso ed era abitualmente consumato almeno una volta alla settimana. È una specie molto sensibile all'inquinamento delle acque e pertanto anche se sono stati fatti numerosi tentativi di reinserimento non sono tornati, escluso poche eccezioni, ad occupare in modo stabile i corsi d'acqua dell'Europa occidentale.
È un animale tendenzialmente notturno, solitario e aggressivo. Carnivoro, si nutre di lumache, o carogne e raramente supera i 10 cm di lunghezza. 
È nella lista rossa delle specie a rischio